# Maribel Mora Curriao
Maribel Mora Curriao (Panguipulli, Chile, 1970) es una poeta e investigadora chilena.

## Biografía
Maribel Mora Curriao nació en un pequeño poblado mapuche. Se crio con sus abuelos, en el contexto de la cultura mapuche y hablando mapudungún, lengua de dicho pueblo.  
Se formó como profesora de castellano, en una época en la que en la universidad se estaban originando agrupaciones en torno al movimiento mapuche al que ella se sumó. Posteriormente obtuvo una beca del Programa Internacional de Becas de la Fundación Ford con la que realizó estudios de Magíster en Literatura en la Universidad de Chile y después inició su Doctorado en Estudios Latinoamericanos de la Universidad de Santiago de Chile.
Tal como ella cuenta en una entrevista, el tema identitario como mapuche lo sintió de manera más intensa cuando fue a Santiago de Chile. Allí en la ciudad era extraño y se dio cuenta del desconocimiento del pueblo mapuche. Entonces tomó más conciencia y sentido político de la necesidad de defender su origen mapuche. Vivió una etapa de gran tensión ante la definición de saber quien era y qué no era.

## Trayectoria
Mora Curriao ejerció de profesora de Enseñanza Secundaria, Educación de Adultos y Educación Superior. Es poeta e investigadora sobre pueblos indígenas y sus expresiones literarias, especialmente del mapuche. 
Además se ha desempeñado como coordinadora en redes profesionales, en cargos de responsabilidad institucional, en la implementación de programas y en la realización de eventos nacionales e internacionales sobre Pueblos Indígenas de Latinoamérica. Fue encargada de Educación Inclusiva en la Universidad de Chile y posteriormente Directora de la Oficina de Equidad e Inclusión. También forma parte del Consejo Asesor de la Cátedra UNESCO de Educación Superior y Pueblos indígenas y Afrodescendientes en América Latina y el Caribe. Con su participación, dice que pretende estrechar lazos y reflexionar sobre las acciones que posibiliten un avance efectivo dentro de la institución, incluyendo la diversidad de los pueblos indígenas.
Mora Curriao defiende que la educación superior debe involucrarse en su "rol formador de personas y de ciudadanía global". Directamente, apela a las universidades latinoamericanas como fundamentales en la transformación social. Considera que es urgente implicarse y asumir ese papel ante la necesidad de inclusión de los pueblos indígenas, sus culturas y en conjunto su comprensión del mundo  para lograr sociedades más justas, solidarias, equitativas y libres de racismo.
En sus investigaciones y respecto a las mujeres indígenas en particular, cuenta las dificultades que existen para encontrar las hazañas en las historias oficiales de los Estados Latinoamericanos. A pesar de ello, reivindica sus nombres y la importancia de su papel en luchas sociopolíticas de sus pueblos y dice que "se recuerdan hoy con mayor intensidad" a Bartolina Sisa, Janequeo, Cacica Gaitana y Juana Azurduy.
En el siglo XXI -denuncia Mora Curriao- se sigue constatando que los obstáculos a los que se enfrentan las mujeres indígenas, tanto de acceso al mercado laboral, a los servicios de salud, educación, servicios sociales, etc, junto a las elevadas tasas de analfabetismo y la escasa participación política convierten su situación en una discriminación estructural permanente, constatado por la Corte Interamericana de Derechos Humanos (CIDH, 2017). Más allá de estos datos, "cabe señalar que la mayor violencia de las últimas décadas hacia las mujeres indígenas ha provenido de la criminalización y la judicialización de sus demandas políticas, territoriales y medioambientales".
En su faceta como escritora, Maribel Mora publicó numerosos libros y artículos, destacando la importancia de la poesía mapuche e indígena. En 2016 fue como representante de Chile al Festival de Poesía de la Ciudad de Los Anillos, Santa Cruz, Bolivia, invitada por el Ministerio de Relaciones Exteriores (2016). Siempre en su cometido de dar a conocer la cultura mapuche acude a numerosos eventos relacionados, da conferencias, concede entrevistas, recita poemas y comparte sus investigaciones.
Para ella, la poesía sirvió como vehículo para visibilizar a los mapuches, apoyando al movimiento, a los presos políticos, etc. Puso el tema mapuche en contextos intelectuales donde antes no estaban ni podían acceder. La poesía cumplió con el papel de abrir un camino en el pueblo mapuche para llegar a otros lugares y dejarse ver. Según su propia experiencia, decir que eres mapuche es un gesto político y hablar en mapudungun no es muy común y sigue generando tensión, del mismo modo que ponerse las indumentarias típicas indígenas en zonas urbanas, puede resultar peligroso y todavía no es asumida en todo Chile.
La profesora de literatura, Mabel García Barrera -estudiosa de la literatura mapuche- destaca cómo tras el proceso de transformación política de este pueblo hasta asumir una identidad nacional propia, conservó sus características iniciales de los años 80. Todo esto se observa en los trabajos poéticos de Maribel Mora, especialmente en Perrimontun.
Por su trabajo y aportaciones en la difusión de la cultura y literatura mapuche recibió el reconocimientos como Mujer Mapuche destacada.

## Publicaciones

### Antologías poéticas
- Mirror earth / Espejo de tierra. Embajada de Chile en Australia, 2008.
- Los Cantos Ocultos. LOM Ediciones, Chile, 2008.
- La memoria iluminada: poesía mapuche contemporánea. Ediciones Maremoto, España, 2007.
- Hilando en la memoria. Editorial Cuarto Propio, Chile, 2006.[10]
- Epu mari ülkatufe ta fachantü / 20 poetas mapuches contemporáneos. Lom Ediciones, Chile, 2003

También, muchos de sus poemas están publicados en diversas revistas, como: Pewma, Literatura y Arte (Chile, 1994); Pentukum 10-11 (Chile, 2000); IXQUIC Revista Hispánica Internacional de Análisis y Creación (Chile, 2007), River Oak Review (2010).

### Artículos
- Mora Curriao, Maribel; Núñez Rosas, Daniel. "Inclusión de estudiantes en situación de discapacidad en la Universidad de Chile". Polyphōnía. Revista de Educación Inclusiva, 0719-7438, Vol. 1, Nº. 2, 2017 (Ejemplar dedicado a: Polyphōnia. Journal of Inclusive Education)
- Mora Curriao, Maribel, "Poesía mapuche: la instalación de una mismidad étnica en la literatura chilena". A Contracorriente: Revista de Historia Social y Literatura en América Latina, 1548-7083, Vol. 10, Nº. 3, 2013 (Ejemplar dedicado a: Primavera 2013), págs. 21-53[11]

### Libros
- Mora Curriao, Maribel, Perrimontun. Editorial Konünwenu, Chile, 2014.[12]
- Mora Curriao, Maribel y Moraga, Fernanda. Kümedungun / Kümewirin –Antología poética de mujeres mapuche (siglos XX-XXI), Lom Ediciones, Chile, 2010.[13]

- Mora Curriao, Maribel; Huenun, Jaime Luis y Curihuentru, Claudio. El pozo negro y otros relatos mapuches. (bilingüe mapuche-castellano) Pewma Ediciones, Temuco, 2001.
- Mora Curriao, Maribel. Las ciudades innombrables o Müna wedakewarria mew. Andesgraund Ediciones, Santiago 2023.

## Premios y reconocimientos
En 2018 fue incluida en el proyecto del fotógrafo Álvaro de la Fuente “Diálogo. Retrato Literario Indígena”, financiado por el Fondart, consistente en un banco de imágenes en línea de 20 escritores mapuche. El objetivo del proyecto fue contribuir a la difusión de los poetas y narradores indígenas a través de la fotografía y las nuevas tecnologías.